# Richard Burmeister

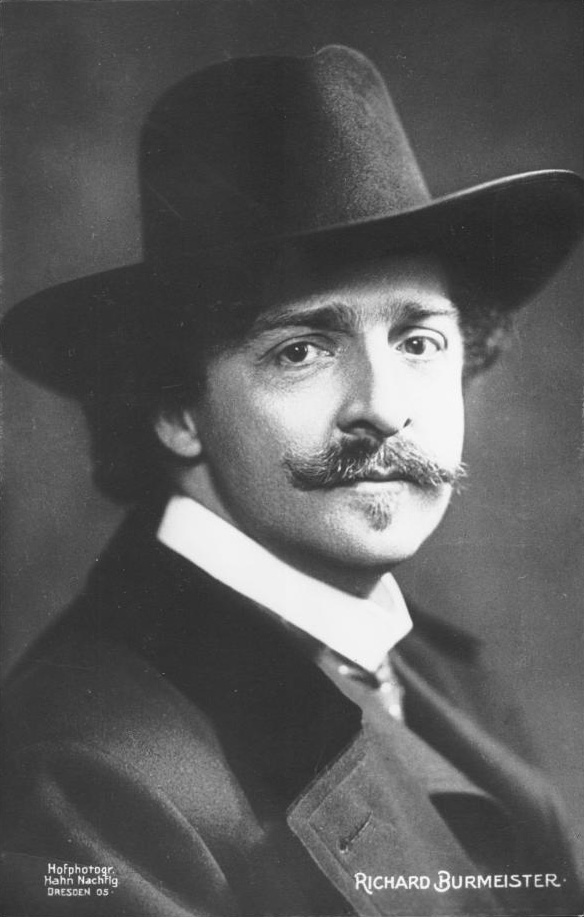
Richard Burmeister

Richard Burmeister (* 7. Dezember 1860 in Hamburg; † 19. Februar 1944 in Berlin) war ein deutscher Pianist, Komponist und Musikpädagoge.
Zuerst Schüler von Adolf Mehrkens in Hamburg, studierte er von 1881 bis 1884 bei Franz Liszt in Weimar, Rom und Budapest. In den Jahren 1884 und 1885 unternahm er Tourneen durch Deutschland, Österreich-Ungarn, England und Frankreich. 1885 bis 1897 unterrichtete er als Professor am Peabody Institute in Baltimore, dem Konservatorium der Johns Hopkins University. In dieser Zeit unternahm er zahlreiche Tourneen durch die USA, aber auch nach Deutschland, wo er am 18. Februar 1893 das erste Mal als Solist mit den Berliner Philharmonikern auftrat. Von 1897 bis 1903 war er Direktor des Scharwenka Conservatory of Music in New York. 1903 wurde er als Hochschullehrer der Ausbildungsklassen an das Königliche Konservatorium Dresden berufen, wo er bis 1906 wirkte und dann an das Klindworth-Scharwenka-Konservatorium in Berlin wechselte, wo er bis 1925 lehrte. 1925 bis 1933 lebte er in Meran, anschließend wieder in Berlin.
Burmeister gab zahlreiche Bearbeitungen von Werken Liszts, Chopins und Johann Sebastian Bachs heraus.
Er war von 1885 bis 1899 mit der Pianistin Dory Petersen (1860–1902), ebenfalls einer Liszt-Schülerin, verheiratet.
Seine Grabstätte befindet sich auf dem Friedhof Dahlem.

## Werke (Auswahl)
- Concert in d-Moll für Pianoforte und Orchester (1880)
- Die Jagd nach dem Glück, sinfonische Dichtung
- Die Schwestern, dramatisches Tongedicht für Alt und Orchester
- Konzert-Romanze (für Violine mit Orchester oder Pianofortebegl.) G-Dur; op. 7 (1899)
- Zwiegespräch in der Dämmerung. Albumblatt für Pianoforte. Op. 15.